# ワールド・ウォー・ハルク
「ワールド・ウォー・ハルク」（"World War Hulk"）は、マーベル・コミックで2007年より開始されたハルクを中心としたクロスオーバー・ストーリー展開であり、リミテッド・シリーズと多数の関連タイトルが発売された。
主要となる全5号のリミテッド・シリーズ『ワールド・ウォー・ハルク』はグレッグ・パクが脚本を書き、ジョン・ロミータ・Jrがペンシラーを務めた。他にリミテッド・シリーズ『World War Hulk: Front Line』、『World War Hulk: Gamma Corps』、『World War Hulk: X-Men』も発売された。さらに他のマーベル・コミック・シリーズともタイ・インされた。
「プラネット・ハルク」でイルミナティへの復讐を決意し、地球へ攻撃を仕掛けたハルクの物語である。

## 出版上の歴史
シリーズは、ピーター・デヴィッド脚本、ショーン・フィリップス、アル・リオ、リー・ウィークス作画による複数のシリーズのクロスオーバーであるワン・ショット『World War Hulk Prologue: World Breaker』（2007年5月）で始まった。マーベルはこれに『Incredible Hulk vol. 2』第106-111号と『World War Hulk: Frontline』第1-6号を続け、ハルク帰還によって影響を受けるキャラクターを描いた。クロスオーバーは『Avengers: The Initiative』、『ゴーストライダー』、『Heroes for Hire』、『Irredeemable Ant-Man』、『The Punisher War Journal』、『アイアンマン』にも拡大し、ハルクの他にX-メンやガンマ・コーズが登場するミニシリーズも作られた。物語は発行日上では2007年7月から開始された。当初は2007年10月完結が予定されていたが、10月10日、マーベルは11月末まで延期予定であることを発表した。

## 物語
イルミナティが地球からハルクを追放した後、彼らが使った宇宙船が爆発し、ハルクの妻であるカイエラは死亡した。彼女の死の原因はイルミナティにあると考えたハルクはウォーバウンドの仲間たちと共に復讐のために地球へ戻ってきた。
まずハルクは月面に到着し、インヒューマンの王ブラックボルト（この時点ではスクラルの擬態）を倒した。ハルクはマンハッタンにアベンジャーズを連れてこいと要求し、そして一般人の避難の猶予を与えた。
その間、ハルクはX-メンの元へと向かった。X-メンのリーダーでイルミナティの1人でもあるプロフェッサーXは、ハルク追放の会議には参加していなかったが、もしも出席していたら賛成したに違いないと考えたからだ。ハルクはX-メンの関連チームたちを壊滅させ、ジャガーノートとも戦うが、M-デイ事件などでプロフェッサーも十分に苦しんでいたことを知ると去ってしまった。
ハルクはマンハッタンに戻ると、ガンマ・コーズやゴーストライダー、ハルクバスターを装備したアイアンマンと戦い、スターク・タワーを破壊した。さらにハルクとウォーバウンドはニューアベンジャーズ、マイティ・アベンジャーズ、ドク・サムスン、ファンタスティック・フォーを倒した。ハルクは倒したスーパーヒーローたちに「オベディエンス・ディスク」を取り付けて反撃できないようにして投獄した。
ハーキュリーズ、アマデウス・チョ、ネイモラ、エンジェルとの小競り合いのあと、ハルクはサンダーボルト・ロス将軍とアメリカ陸軍を倒した。またドクター・ストレンジは仇敵のゾムの力を取り入れて戦うが、ハルクはそれを倒し、結果、悪魔が逃げるきっかけとなった。
一方で投獄されたトニー・スターク（アイアンマン）はS.H.I.E.L.D.に連絡をとり、万一ヒーローたちが敗れたら、ハルクたちをマンハッタンごとネガティヴ・ゾーンに放り込む計画を明かした。
ハルクとウォーバウンドはマディソン・スクエア・ガーデンを、かつてサカールにあったアリーナに改造した。その一方で、スコーピオンによる暗殺未遂やイニシアチヴとの戦いがあった。
ハルクの支持者の人間からのスピーチの後、歓声を送る観衆が見るアリーナにドクター・ストレンジ、アイアンマン、ブラック・ボルト、ミスター・ファンタスティックが連れてこられ、互いに戦いうことを強いられた。その後ハルクは4人を解放し、「正義を下したのであり、殺人ではない」と宣言し、誰も殺すつもりはなかったことを明かした。そしてニューヨークを破壊し、アベンジャーズへ恥を残そうとした。
するとアリーナにセントリーが現れ、互いの力を使い尽くすまで両者は戦い続けた。両者はやがて人間の姿に戻り、ブルース・バナー（ハルク）がロバート・レイノルズ（セントリー）を倒した。ハルクの慈悲と変身を見たウォーバウンドの1人のミークは、この戦いのきっかけのとなった宇宙船の爆発はイルミナティではなくレッド・キング配下の残党の仕業であり、また自分はそれを知っていてあえて防がなかったことを明かした。ブルースはハルクに変身し、ミークに襲い掛かった。怒り狂ったハルクはやがて地球を脅かしかねないほどのエネルギーを放出し始める。ハルクはスタークに頼んで衛星兵器の直撃を喰らい、ブルース・バナーの姿に戻って気絶した。
その後バナーはS.H.I.E.L.D.の基地の地下3マイルに収容され、ウォーバウンドも米軍により捕らえられた。

## 売上
『ワールド・ウォー・ハルク』第1号は、2007年6月のダイヤモンド・コミック・ディストリビューターの売上チャートで1位となり、推定17万8302部を売り上げた。第1号が完売すると、マーベルはジョン・ロミータ・Jr作画によるバリアントカバーを発表した。